# Finnish International 2015
Die Finnish International 2014 fanden vom 19. bis zum 22. November 2015 in der Ruskeasuo Sports Hall in Helsinki statt. Es war die zweite Austragung dieser internationalen Meisterschaften von Finnland im Badminton.

## Medaillengewinner
| Disziplin    | Gold                                      | Silber                                | Bronze                                   |
| ------------ | ----------------------------------------- | ------------------------------------- | ---------------------------------------- |
| Herreneinzel | Steffen Rasmussen                         | Kasper Dinesen                        | Anton Kaisti                             |
| Herreneinzel | Steffen Rasmussen                         | Kasper Dinesen                        | Marius Myhre                             |
| Dameneinzel  | Febby Angguni                             | Sofie Holmboe Dahl                    | Victoria Slobodjanuk                     |
| Dameneinzel  | Febby Angguni                             | Sofie Holmboe Dahl                    | Kati Tolmoff                             |
| Herrendoppel | Nikita Khakimov Vasily Kuznetsov          | Nicklas Mathiasen Lasse Mølhede       | Frederik Aalestrup Mathias Moldt Baskjær |
| Herrendoppel | Nikita Khakimov Vasily Kuznetsov          | Nicklas Mathiasen Lasse Mølhede       | Johannes Pistorius Tobias Wadenka        |
| Damendoppel  | Clara Nistad Emma Wengberg                | Alida Chen Cheryl Seinen              | Camilla Martens Josephine van Zaane      |
| Damendoppel  | Clara Nistad Emma Wengberg                | Alida Chen Cheryl Seinen              | Line Nørgaard Nanna Vestergaard          |
| Mixed        | Filip Michael Duwall Myhren Emma Wengberg | Kristoffer Knudsen Emilie Juul Møller | Marko Pyykonen Karoliine Hõim            |
| Mixed        | Filip Michael Duwall Myhren Emma Wengberg | Kristoffer Knudsen Emilie Juul Møller | Anton Kaisti Cheryl Seinen               |